# Список військовослужбовців Луганської області, які загинули внаслідок російсько-української війни (з 2014)
У статті наведено список загиблих у російсько-українській війні військових, добровольців та волонтерів уродженців Луганської області (щонайменше 129 осіб).

## Список загиблих
| Прізвище, ім'я, по-батькові        | Дата й місце народження                          | Формування                                                         | Звання                            | Дата загибелі     | Район загибелі       | Обставини | Похований |
| ---------------------------------- | ------------------------------------------------ | ------------------------------------------------------------------ | --------------------------------- | ----------------- | -------------------- | --- | --- |
| Аксьоненко Олег Олександрович      | 14 липня 1994, м. Луганськ                       | «Азов»                                                             | Молодший сержант міліції          | 20 серпня 2014    | м. Старобешеве       | Помер близько 21:00 у лікарні від поранень отриманих від розриву гранати в бою під час звільнення Іловайська (Донецька область) | м. Київ, Байкове кладовище |
| Акутін В'ячеслав Ігорович          | 3 квітня 1990, м. Луганськ                       | Луганський ПрикЗ                                                   | Молодший сержант                  | 10 серпня 2014    | біля с. Юганівка     | Загинув унаслідок обстрілу ТУ «Північ» | с. Лісна Поляна |
| Альохін Володимир Олексійович      | 12 вересня 1973, смт Петропавлівка               | —                                                                  | —                                 | 10 серпня 2014    | с. Переможне         | Застрелений терористами угрупування «ЛНР» разом з дружиною Оленою Куліш за надання волонтерської допомоги українським військовим | м. Луганськ |
| Андрієнко Сергій Володимирович     | 22 листопада 1983, смт Марківка                  | Луганський ПрикЗ                                                   | Старший сержант                   | 10 серпня 2014    | біля с. Юганівка     | Загинув унаслідок обстрілу ТУ «Північ» | смт Марківка |
| Бакланова Алєся Олександрівна      | 11 січня 1999, с. Караван-Солодкий               | 92 ОМБр                                                            | Старший солдат                    | 10 жовтня 2018    | м. Авдіївка          | Загинула близько 20:00 під час несення служби в районі шахти «Бутівка». | с. Караван-Солодкий |
| Балакшей Микола Миколайович        | 5 червня 1982, м. Первомайськ                    | «Донбас»                                                           | Молодший лейтенант резерву        | 29 серпня 2014    | с. Червоносільське   | Ранком під час виходу т.зв. Зеленим коридором з Іловайського котла, їхав у кабіні вантажної машини ЗІЛ разом із Черепом та Берегом у складі автоколони батальйону «Донбас» по дорозі з с. Многопілля до с. Червоносільське. У правий бік машини влучив снаряд з протитанкового ракетного комплексу «Фагот», ще один снаряд потрапив у двигун вантажівки | м. Дніпро, Краснопільське кладовище |
| Бакульманов Олег Васильович        | 21 вересня 1963, м. Кадіївка                     | ДУК                                                                | —                                 | 31 серпня 2014 р  | с. Піски             | Загинув у бою під Донецьком | смт Покровське |
| Бережний Владислав Олегович        | 11 червня 1996, м. Сватове                       | 54 ОМБр                                                            | Молодший сержант                  | 5 червня 2019     | м. Золоте            | Загинув уночі від кульового поранення в голову, завданого ворожим снайпером на спостережному посту в районі населеного пункту Золоте-1 | м. Попасна |
| Білокобильський Сергій Михайлович  | 23 січня 1983, с. Курячівка, Марківський район   | 55 ОАБр                                                            | Капітан                           | 19 липня 2014     | с. Дякове            | Загинув під час обстрілу позицій 3-ї гаубичної батареї терористами в районі с. Дякове, Антрацитівського району Луганської області. | с. Курячівка, Марківський район |
| Бобер Сергій Петрович              | 9 листопада 1958, м. Луганськ                    | Служба зовнішньої розвідки України                                 | Полковник                         | 14 липня 2014     | м. Луганськ          | Загинув при виконанні службових обов'язків | м. Луганськ |
| Борівський Олександр Вікторович    | 9 лютого 1971, м. Сєвєродонецьк                  | 59-й військовий мобільний госпіталь                                | Старший солдат                    | 18 лютого 2020    | м. Харків            | Помер вночі у Військово-медичному клінічному центрі Північного регіону (м. Харків) від пневмонії, набутої під час виконання службових обов’язків в зоні проведення ООС | м. Сєвєродонецьк |
| Бочаров Роман Олександрович        | 5 листопада 1975, м. Луганськ                    | 3 ОП СпП                                                           | Старший солдат                    | 1 січня 2016      | м. Краматорськ       | Загинув від поранень отриманих під час несення служби | м. Київ, Лісове Кладовище |
| Буланов Олександр Іванович         | 27 червня 1976, с. Петрівка                      | Інформаційно-телекомунікаційний вузол                              | Солдат                            | 11 серпня 2018    | м. Часів Яр          | Загинув під час несення служби | м. Сватове |
| Вербецький Роман Васильович        | 12 червня 1977 с. Курячівка, Старобільский район | 30 ОМБр                                                            | Старший солдат                    | 31 січня 2015     | смт Чорнухине        | Загинув під час виконання бойового завдання | с. Курячівка, Старобільский район |
| Веремеєнко Олександр Юрійович      | 16 липня 1996, с. Новоселівка                    | 503 ОБМП                                                           | Матрос                            | 6 березня 2017    | с. Водяне            | Загинув від кульового поранення близько 13:00 в ході тригодинного бою | с. Чмирівка |
| Вишня Сергій Олександрович         | 28 червня 1978, м. Петровське                    | 72 ОМБр                                                            | Молодший сержант                  | 21 березня 2016   | с. Затишне           | Загинув під час несення служби | м. Київ, Берковецьке кладовище |
| Волочаєв Денис Олександрович       | 23 грудня 1981, м. Луганськ                      | «Альфа»                                                            | Полковник (посмертно)             | 1 грудня 2019     | с. Староласпа        | У ніч з 30 листопада на 1 грудня група спецпризначення «Альфа» СБУ виконувала бойову задачу з ведення розвідки і спостереження у «сірій зоні» в районі с. Староласпа. Уночі, під час переходу групи після виконання задач, стався підрив на міні. Внаслідок вибуху полковник Дмитро Каплунов загинув на місці, а ще двоє офіцерів зазнали поранень — Денис помер вже під час евакуації | смт Козин |
| Гащенко Олексій Михайлович         | 7 лютого 1965, м. Щастя                          | «Айдар»                                                            | Старший солдат                    | 22 травня 2015    | смт Борівське        | Загинув під час виїзду на бойове завдання | м. Старобільськ |
| Гетьман Ігор Миколайович           | 20 липня 1968, с. Шишкове                        | 53 ОМБр                                                            | Солдат                            | 9 січня 2021      | с. Чермалик          | Помер від тривалої хвороби: після нічного чергування на спостережному пункті прийшов відпочивати та не прокинувся (інфаркт) | с. Городище |
| Горкун Роман Владиславович         | 24 вересня 1994, м. Луганськ                     | 17 ОТБр                                                            | Солдат                            | 3 лютого 2017     | с. Троїцьке          | Загинув близько 19:00 під час мінометного обстрілу | м. Кривий Ріг, центральне кладовище, Алея Слави |
| Горобинський Олександр Сергійович  | 14 травня 1993, с. Індустріальне                 | 93 ОМБр                                                            | Солдат                            | 29 серпня 2014    | с. Новокатеринівка   | Загинув під час виходу з Іловайського котла т.зв. «Зеленим коридором» на перехресті доріг з с. Побєда до с. Новокатеринівка | м. Рубіжне |
| Гринько Юрій Вікторович            | 30 травня 1974, смт Білокуракине                 | Окрема група спеціального призначення «Купол»                      | —                                 | 23 грудня 2014    | м. Донецьк           | Загинув під час виконання бойового завдання | смт Новоайдар |
| Губанов Сергій Леонідович          | 21 червня 1975, м. Кадіївка                      | БПСПОП «Луганськ-1»                                                | Полковник поліції                 | 20 травня 2020    | с. Трьохізбенка      | Увечері під час патрулювання території четверо поліцейських підірвалися на невідомому вибуховому пристрої. Командир батальйону помер від отриманих травм під час евакуації до лікарні | смт Воронове |
| Гура Юрій Сергійович               | 6 лютого 1989, с. Кам'янка                       | 502 ОБ РЕБ                                                         | Сержант                           | 30 листопада 2015 | м. Волноваха         | О 10:30 під час повернення з бойового завдання мобільна група РЕБ в районі с. Новоселівка на ГАЗ-66, заїхавши на мінне поле, підірвалась на протитанковій міні. У результаті підриву Юрій отримав поранення та помер у лікарні м. Волноваха | с. Кам'янка |
| Гуртяк Юрій Олександрович          | 3 серпня 1985, м. Сєвєродонецьк                  | «Айдар»                                                            | Молодший лейтенант                | 11 липня 2016     | с. Славне            | Загинув близько 6:00 ранку під час мінування території неподалік населених пунктів Тарамчук та Новомихайлівка Мар'їнського району Донецької області. Сапери разом із групою прикриття висунулися на передній край і натрапили на міну спрямованої дії МОН-50 | с. Містки |
| Давиденко Олександр Вікторович     | 1 березня 1966, с. Білогорівка                   | 53 ОМБр                                                            | Солдат                            | 2 квітня 2021     | м. Маріуполь         | Помер під час лікування у військовому госпіталі м. Маріуполь від інфаркту міокарда | м. Лисичанськ |
| Денисов Дмитро Миколайович         | 18 серпня 1973, м. Привілля                      | 93 ОМБр                                                            | Майор                             | 29 серпня 2014    | с. Новокатеринівка   | Загинув 29-го серпня 2014 р під час виходу з Іловайського котла т.зв. «Зеленим коридором» на перехресті доріг з с. Побєда до с. Новокатеринівка | м. Дніпро, Краснопільське кладовище |
| Детинченко Роман Сергійович        | 26 березня 1986, смт Лозно-Олександрівка         | 58 ОМПБр                                                           | Молодший сержант                  | 19 липня 2017     | смт Новотошківське   | Загинув. близько 18:00, в районі смт Новотошківське, під час патрулювання території біля лісопосадки, підірвавшись на міні | м. Київ |
| Дзідзінашвілі Давід Георгійович    | 6 червня 1983, с. Лісна Поляна                   | Луганський ПрикЗ                                                   | Старшина                          | 10 серпня 2014    | біля с. Юганівка     | Загинув унаслідок обстрілу ТУ «Північ» | смт Марківка |
| Дзюбенко Роман Васильович          | 13 жовтня 1994, с. Вільхове                      | 22-й окремий мотопіхотний батальйон «Харків»                       | Молодший сержант                  | 30 січня 2021     | м. Часів Яр          | Помер вранці 30 січня 2021 р. у 65-му військовому госпіталі (м. Часів Яр) внаслідок важкого поранення голови, спричиненого кулею ворожого снайпера, яке отримав 26 січня на позиції ЗСУ поблизу с. Новоолександрівка Попаснянського району на Луганщині. | с. Вільхове |
| Долгов Ігор Олександрович          | 20 травня 1964, м. Зоринськ                      | 40 ОМПБ                                                            | Старший лейтенант                 | 29 серпня 2014 р  | с. Чумаки            | Загинув під час виходу з Іловайського котла т.зв. «Зеленим коридором». 14-го вересня 2014 р. тіло було знайдено пошуковою групою Місії «Евакуація-200» («Чорний тюльпан») у полі в урочищі Червона Поляна неподалік від с. Чумаки й привезене у Запоріжжя | с. Перше Травня |
| Долженко Михайло Олександрович     | 24 квітня 1989, м. Алчевськ                      | 53 ОМБр                                                            | Солдат                            | 18 серпня 2016    | м. Горлівка          | Загинув під час бойових дій під Горлівкою | м. Бориспіль |
| Дрогін Сергій Олександрович        | 22 грудня 1986, м. Сєвєродонецьк                 | «Айдар»                                                            | Старший солдат                    | 7 травня 2019     | смт Південне         | Загинув о 12:25 у бою на спостережному посту біля смт Південне на Горлівському напрямку від вогнепального поранення в груди зі снайперської зброї | м. Сєвєродонецьк |
| Законов Василь Ігорович            | 9 травня 1992, м. Довжанськ                      | 101 ОБрОГШ                                                         | Молодший сержант                  | 7 лютого 2015     | м. Дебальцеве        | Загинув під час обстрілу з БМ-21 базового табору в районі м. Дебальцеве | смт Великі Коровинці |
| Зінченко Богдан Олександрович      | 7 жовтня 1977, смт Білолуцьк                     | 72 ОМБр                                                            | Солдат                            | 14 червня 2015    | м. Волноваха         | Помер близько 14:00 в лікарні м. Волноваха від двобічної пневмонії (інфекційно-токсичний набряк легень) | с. Чмирівка |
| Зінченко Сергій Володимирович      | 22 квітня 1991, м. Луганськ                      | 30 ОМБр                                                            | Солдат                            | 12 серпня 2014    | с. Мала Шишівка      | Загинув під час руху колони техніки бригади із с. Велика Шишівка до с. Мала Шишівка внаслідок обстрілу | м. Запоріжжя |
| Іванович Віталій Валентинович      | 21 серпня 1992, м. Молодогвардійськ              | 25 ОПДБр                                                           | Старший лейтенант                 | 8 грудня 2017     | м. Авдіївка          | Загинув під час несення служби | смт Троїцьке |
| Карпенко Олексій Сергійович        | 25 листопада 1992, смт Троїцьке                  | 24 ОМБр                                                            | Старший солдат                    | 22 червня 2016    | с. Кримське          | Загинув під час несення служби | смт Троїцьке |
| Карпенко Сергій Миколайович        | 10 жовтня 1979, смт Успенка                      | «Айдар»                                                            | Солдат                            | 12 липня 2014     | с. Жовте             | Позивний «Нельс» У складі «групи Каца» (Нельс, Кац, Умар, Валькірія та Святозар) на машині підірвався на фугасі (за силою вибуху це могла бути протитанкова міна, хоча є версії про керований фугас). «Нельс» і «Кац» загинули одразу, «Умар» за декілька годин загинув у шпиталі, «Валькірію» та «Святозара» викинуло вибуховою хвилею | м. Нетішин |
| Карпика Олександр Віталійович      | 25 березня 1996, м. Довжанськ                    | 12 ОПОЗ                                                            | Старший солдат                    | 13 травня 2020    | м. Старобільск       | Загинув під час виконання завдання, у складі 30-ї ОМБр, з інженерного обладнання взводного опорного пункту поблизу с. Катеринівка, отримавши близько 17:00 вогнепальне кульове наскрізне поранення живота з ушкодженням крупних кровоносних судин. Ворожий снайпер вразив бійця за п’ять хвилин до завершення інженерних робіт. Медики в лікарні Старобільська намагалися врятувати життя пораненого, але після тригодинної операції він помер | с. Буди |
| Кеда Дмитро Юрійович               | 4 липня 1995, м. Луганськ                        | 79 ОДШБр                                                           | Солдат                            | 4 липня 2014      | м. Слов'янськ        | Загинув під час визволення Слов'янська від розриву 120-мм міни | м. Луганськ |
| Клаус Олег Робертович              | 26 квітня 1972, смт Білоріченський               | 44 ОАБр                                                            | Старшина                          | 14 листопада 2015 | —                    | — | м. Житомир |
| Ключка Віталій Володимирович       | 3 листопада 1976, смт Тошківка                   | 46 ОШБ «Донбас»                                                    | Старший сержант                   | 25 серпня 2016    | м. Мар'їнка          | Загинув близько 07:15 в результаті обстрілу з СПГ позицій підрозділу | смт Тошківка |
| Ковальов Владислав Вікторович      | 22 лютого 2000, м. Лисичанськ                    | 93 ОМБр                                                            | Старший солдат                    | 23 травня 2021    | с. Старогнатівка     | Загинув 23 травня 2021 р. під час маневру бойовою технікою на позиції ЗСУ поблизу с. Старогнатівка на Приазов’ї внаслідок нещасного випадку | м. Лисичанськ |
| Ковбаса Олег Вікторович            | 25 березня 1976, м. Рубіжне                      | 92 ОМБр                                                            | Підполковник (посмертно)          | 5 квітня 2015     | м. Щастя             | Загинув під час обстрілу бойовиками з боку піщаного кар'єру з протитанкового керованого комплексу взводного опорного пункту на мосту в околиці міста Щастя. У результаті влучення ракети в мінний шлагбаум стався вибух. Міни ТМ-62 здетонували | смт Борова |
| Коломієць Федір Федорович          | 9 квітня 1981, м. Алчевськ                       | «Айдар»                                                            | Солдат                            | 5 вересня 2014    | с. Цвітні Піски      | Загинув близько 14:30 в бою з російськими диверсантами на перехресті дороги Н-21 біля Луганського гольфклубу в районі с. Цвітні Піски | м. Тернопіль, Микулинецьке кладовище |
| Коновод Юрій Миколайович           | 9 серпня 1964, м. Сєвєродонецьк                  | «Айдар»                                                            | Молодший сержант                  | 23 квітня 2019    | смт Південне         | Загинув 23 квітня 2019 р. внаслідок проникаючого поранення грудної клітки кулею ворожого снайпера на ВОП поблизу смт Південне, що навпроти м. Горлівка | с. Ланна |
| Конюша Руслан Сергійович           | 8 листопада 1994, м. Лисичанськ                  | 58 ОМПБр                                                           | Старший солдат                    | 19 липня 2017     | смт Новотошківське   | Загинув близько 18:00, в районі смт Новотошківське під час патрулювання території біля лісопосадки, підірвавшись на міні. | с. Бобриця |
| Корота Євген Миколайович           | 16 вересня 1969, м. Голубівка                    | 30 ОМБр                                                            | Сержант                           | 9 лютого 2015     | с. Логвинове         | Загинув, коли дві машини бригади попали під обстріл поблизу села Логвинове у верхній частині «дебальцівського виступу» на трасі між м. Дебальцеве і м. Бахмут | с. Гатне |
| Криль Степан Валерійович           | 14 грудня 1992, с. Байдівка                      | 36 ОБрМП                                                           | Старший матрос                    | 16 жовтня 2019    | с. Водяне            | Загинув увечері під час обстрілу позицій ЗСУ між селами Водяне та Талаківка на Приазовському напрямку від вогнепального поранення в груди | с. Чмирівка |
| Куліш Іван Володимирович           | 21 липня 1964, с. Бутове                         | «Айдар»                                                            | Старший солдат                    | 27 липня 2014     | м. Лутугине          | Загинув під час бою на залізно-дорожному переїзді в м. Лутугине | с. Бутове |
| Куліш Олена Борисівна              | 23 березня 1968, м. Луганськ                     | —                                                                  | —                                 | 10 серпня 2014    | с. Переможне         | Застрелена 10 серпня 2014 р. терористами угрупування «ЛНР» разом зі своїм чоловіком Володимиром Альохіним за надання волонтерської допомоги українським військовим. У Олени залишилася донька | м. Луганськ |
| Курбатов Тихон Олександрович       | 3 травня 1993, м. Сєвєродонецьк                  | «Айдар»                                                            | Старший сержант                   | 25 серпня 2019    | с. Шуми              | Загинув під м. Торецьк від кульового поранення ворожим снайпером в потилицю в час, коли він перевіряв позиції свого підрозділу, які того дня особливо активно обстрілювали бойовики. Щільним вогнем бойовики не давали можливості його евакуювати, через що йому не могли вчасно надати допомогу, і в дорозі до медичного закладу від отриманих поранень Тихон Курбатов помер. | м. Сєвєродонецьк |
| Кушнірук Сергій Євгенович          | 3 липня 1969, м. Первомайськ                     | «Айдар»                                                            | Солдат                            | 11 липня 2014     | м. Луганськ          | Загинув під час виконання бойового завдання | м. Луганськ |
| Левенець Віталій Леонідович        | 17 березня 1974, м. Старобільськ                 | 93 ОМБр                                                            | Солдат                            | 1 серпня 2016     | с. Кримське          | Загинув під час несення служби | м. Старобільськ |
| Левченко Сергій Валерійович        | 15 вересня 1987, м. Сєвєродонецьк                | 53 ОМБр                                                            | Солдат                            | 26 серпня 2018    | с. Кримське          | Загинув поблизу с. Кримське на Луганщині внаслідок підриву мінно-вибухового пристрою | м. Сєвєродонецьк |
| Лепкалюк Олексій Васильович        | 24 серпня 1956, м. Лисичанськ                    | «Айдар»                                                            | Солдат                            | 20 липня 2014     | смт Георгіївка       | Загинув під час звільнення смт Георгіївка | с. Старий Косів |
| Летюка Євген Валерійович           | 24 липня 1998, смт Петропавлівка                 | 109 ОГШБ                                                           | Солдат                            | 9 листопада 2018  | с. Кримське          | Загинув увечері на ВОП поблизу Бахмутської траси в районі селища Кримське від кулі снайпера, намагаючись витягнути з-під обстрілу смертельно пораненого снайпером солдата Івана Воробея | смт Петропавлівка |
| Лимарь Олександр Миколайович       | 15 лютого 1956, смт Павлівка                     | 30 ОМБр                                                            | Молодший сержант                  | 31 січня 2015     | смт Чорнухине        | Загинув поблизу селища Чорнухине разом з екіпажем його танку: капітаном Роман Башняк (командир танку) та солдат Олександр Батурін (навідник) | м. Світловодськ |
| Літовко Микола Валентинович        | 19 квітня 1976, м. Сєвєродонецьк                 | 53 ОМБр                                                            | Солдат                            | 18 липня 2016     | смт Зайцеве          | Загинув близько 3:00 внаслідок мінометного обстрілу позицій бригади в районі смт Зайцеве — Майорськ | |
| Ліверін Олександр Миколайович      | 2 лютого 1970, с. Булавинівка                    | «Айдар»                                                            | Солдат                            | 21 червня 2015    | шахта «Родіна»       | 17 червня 2015 р. отримав важкі осколкові поранення в голову під час мінометного обстрілу російськими збройними формуваннями терикону Золоте-4 (шахта «Родіна»). Помер від поранень у лікарні Старобільська 21 червня 2015 р. | с. Булавинівка |
| Лук'янцев Юрій Олександрович       | 1 червня 1979, с. Шуліківка                      | Луганський ПрикЗ                                                   | Прапорщик                         | 9 вересня 2014    | с. Нижньобараниківка | 9 вересня 2014 р. вирушив автомобілем для несення служби прикордонний наряд у складі старшого лейтенанта Олександра Максименка, прапорщика Юрія Лук'янцева, старшини В'ячеслава Кузнєцова, сержанта Артема Кручініна, молодшого сержанта Віталія Скокова. Під час слідування автомобіль підірвався на фугасі, прикордонників викинуло в повітря, автівка миттєво запалала. Загинули Олександр Максименко, Юрій Лук'янцев та В'ячеслав Кузнєцов, важкопоранені Артем Кручінін і Віталій Скоков відповзли від місця вибуху | с. Бараниківка |
| Лук'янченко Володимир Валерійович  | 12 липня 1964, м. Хрустальний                    | «Донбас»                                                           | Лейтенант медичної служби резерву | 1 вересня 2014    | с. Червоносільське   | До 1 вересня 2014 р. перебував з рештками батальйону «Донбас» у с. Червоносільське. Селяне розповіли, що терористи ходили по хатам і шукали українських солдатів. Володимира знайшли і вивезли. | Не похований |
| Мамлай Олександр Анатолійович      | 7 серпня 1988, м. Золоте                         | 128 ОГШБр                                                          | Солдат                            | 26 вересня 2014   | м. Попасна           | Загинув під час виконання бойового завдання | с. М’якоти |
| Маньківський Олександр Вадимович   | 4 січня 1968, м. Попасна                         | 93 ОМБр                                                            | Старший сержант                   | 22 червня 2020    | м. Сєвєродонецьк     | Помер в шпиталі м. Сєвєродонецьк внаслідок хвороби | м. Шпола |
| Матвієвський Іван Володимирович    | 25 серпня 1986, с. Широкий                       | 27 ОРеАБр                                                          | Солдат                            | 3 вересня 2014    | с. Побєда            | Загинув під час обстрілу з території Російської Федерації з РСЗВ «Смерч» близько 22:30 базового табіру полку поблизу сел. Побєда | м. Зіньків |
| Матус Олександр Васильович         | 18 вересня 1981, м. Лисичанськ                   | 53 ОМБр                                                            | Солдат                            | 20 квітня 2018    | с. Кримське          | Загинув близько 2:30 ночі на позиціях ЗСУ біля «бахмутської» траси поблизу селища Кримське внаслідок обстрілу з озброєння ворожої БМП | м. Лисичанськ |
| Мєркулов Андрій Юрійович           | 22 червня 1979, м. Ровеньки                      | 55 ОАБр                                                            | Солдат                            | 18 лютого 2017    | м. Авдіївка          | Загинув близько 19:40 під час мінометного обстрілу РОП в районі м. Авдіївка, внаслідок прямого попадання міни в бліндаж. | с. Миколаївка |
| Мілько Антон Ігорович              | 14 травня 1988, м. Первомайськ                   | 30 ОМБр                                                            | Капітан (посмертно)               | 16 серпня 2014    | с. Червона Поляна    | Загинув під час виконання бойового завдання | м. Новоград-Волинський |
| Мінчуков Володимир Анатолійович    | 15 травня 1998                                   | 54 ОМБр                                                            | Солдат                            | 8 лютого 2018     | сел. Підгородне      | Трагічно загинув | Галаганівка (Семенівський район) |
| Муравйов Владислав Миколайович     | 13 січня 1994, м. Сорокине                       | 80 ОДШБр                                                           | Старший солдат                    | 16 серпня 2014    | с. Красне            | Загинув під час виконання бойового завдання | м. Львів |
| Нетруненко Артем Віталійович       | 7 жовтня 1989, м. Луганськ                       | «Айдар»                                                            | Солдат                            | 12 липня 2014     | с. Жовте             | Позивний «Умар» У складі «групи Каца» (Нельс, Кац, Умар, Валькірія та Святозар) на машині підірвався на фугасі (за силою вибуху це могла бути протитанкова міна, хоча є версії про керований фугас). «Нельс» і «Кац» загинули одразу, «Умар» за декілька годин загинув у шпиталі, «Валькірію» та «Святозара» викинуло вибуховою хвилею | м. Щастя |
| Новак Андрій Сергійович            | 20 червня 1981, м. Луганськ                      | Луганський ПрикЗ                                                   | Капітан                           | 14 грудня 2014    | смт Новоайдар        | Загинув під час виконання бойового завдання | м. Харків |
| Новіков Анатолій Васильович        | 1 травня 1991, с. Новорозсош                     | 53 ОМБр                                                            | Солдат                            | 2 червня 2016     | смт Зайцеве          | Загинув 2 червня 2016 р. в районі смт Зайцеве | с. Новорозсош |
| Петренко Віталій Леонідович        | 3 листопада 1973, м. Сєвєродонецьк               | Лисичанський МВ ГУ МВС України в Луганській області.               | Підполковник міліції              | Липень 2014       | с. Золотарівка       | 8 липня 2014 р. по дорозі на службу був викрадений невідомими (очевидно, проросійськими бойовиками з банди Мозгового). Його тіло з простреленою головою було виявлене 17 вересня 2014 р. біля мосту поблизу села Золотарівка Попаснянського району на Луганщині, з боку м. Сіверськ. | м. Лисичанськ |
| Петров Євген Анатолійович          | 29 вересня 1991, м. Попасна                      | 17 ОТБр                                                            | Солдат                            | 29 серпня 2014    | с. Червоносільське   | Загинув 29 серпня 2014 року під час бою з російськими військами у с. Червоносільському, коли українська колона намагалась прорватись з Іловайського котла. Був у складі екіпажу БМП №132, яке разом з автомобілями батальйону «Донбас» в'їхало на околицю с. Червоносільського, де по ньому було випущено три ПТУРи. Два пролетіло повз, а третій влучив у БМП №132. Євген загинув, а тіло його згоріло у машині. У БМП № 132 також загинули члени його десанту: бійці 93-ї окремої механізованої бригади В. Г. Ходак та О. О. Баланчук-Фанштейн. Ідентифікований по ДНК батька. | м. Попасна |
| Петров Ігор Андрійович             | 14 лютого 1998, м. Рубіжне                       | 53 ОМБр                                                            | Солдат                            | 14 червня 2018    | смт Новотошківське   | Увечері зазнав множинних осколкових поранень під час багатогодинного мінометно-артилерійського обстрілу позицій ЗСУ в околицях селища Новотошківське. Помер під час евакуації до госпіталю від внутрішньої кровотечі. | м. Рубіжне |
| Подвезенний Олексій Геннадійович   | 5 червня 1997, с. Красний Деркул                 | 28 ОМБр                                                            | Солдат                            | 6 лютого 2021     | с. Новомихайлівка    | Загинув, підірвавшись близько 17:00 на закладеному вибуховому пристрої під час висування групи військовослужбовців на взводний опорний пункт | с. Красний Деркул |
| Подрезенко Олександр Васильович    | 14 серпня 1973, м. Сєвєродонецьк                 | «Айдар»                                                            | Солдат                            | 12 липня 2014     | с. Жовте             | Позивний «Кац» У складі «групи Каца» (Нельс, Кац, Умар, Валькірія та Святозар) на машині підірвався на фугасі (за силою вибуху це могла бути протитанкова міна, хоча є версії про керований фугас). «Нельс» і «Кац» загинули одразу, «Умар» за декілька годин загинув у шпиталі, «Валькірію» та «Святозара» викинуло вибуховою хвилею | с. Маловенделівка |
| Полєно Юрій Вікторович             | 25 лютого 1984, с. Шульгинка                     | «Айдар»                                                            | Солдат                            | 15 жовтня 2014    | с. Сміле             | Загинув, потрапивши в засідку на Лисичанській трасі коли група батальйону «Айдар» виїхала на підсилення блокпосту № 32 біля села Сміле | с. Шульгинка |
| Попов Олександр Юрійович           | 1 травня 1981, м. Луганськ                       | 40 ОАБр                                                            | Солдат                            | 6 жовтня 2016     | смт Старий Крим      | Загинув 6 жовтня 2016 р. у смт Старий Крим | с. Райгородка |
| Проводенко Леонід Михайлович       | 10 вересня 1963, смт Михайлівка                  | 12 ОМПБ 72 ОМБр                                                    | Старший сержант                   | 28 грудня 2016    | сел. Крута Балка     | 28 грудня 2016 р. близько 15:00 поблизу селища Крута Балка Ясинуватського району Донецької області розвідгрупа виявила підрозділ російських бойовиків. Під час півгодинного зіткнення, прикриваючи свою групу, Леонід загинув від кульових поранень. Тіло загиблого під вогневим прикриттям забрали російські бойовики, за їхгіми словами перед смертю «Козак» встиг зарізати двох ворогів. 30 грудня тіло воїна було повернуте українській стороні за домовленістю. | м. Київ, Лук'янівське військове кладовище |
| Птіцин Віталій Ігорович            | 23 листопада 1980, смт Марківка                  | Навчальний центр прикордонної служби                               | Солдат                            | 6 серпня 2014     | смт Єсаулівка        | Загинув 6 серпня 2014 р. під час організованого прориву з оточення у «довжанському котлі» (сектор «Д») на з'єднання з основними силами після 22-денної героїчної оборони державного кордону під постійними масованими обстрілами з боку терористів і з боку Росії. Під час прориву колона потрапила під обстріл в районі смт Єсаулівка, Антрацитівський район, Луганська область | Був тимчасово похований у братській могилі у полі у 3-х кілометрах на південний-захід від смт Єсаулівка Антрацитівського району Луганської області. 23 листопада 2014 р. ексгумований пошуковцями Місії «Евакуація-200» («Чорний тюльпан») та привезений до м. Дніпра. Перепохований в смт Марківка |
| Пульний Олександр Прокофійович     | 4 липня 1964, м. Сєвєродонецьк                   | 53 ОМБр                                                            | Сержант                           | 20 жовтня 2016    | м. Дніпро            | Під час перебування на бойових позиціях в «авдіївській промзоні» в травні 2016 року різко погіршилось самопочуття, був госпіталізований. Медики діагностували онкологічне захворювання легенів. Під час лікування в обласній клінічній лікарні ім. Мечнікова в м. Дніпро помер 20 жовтня 2016 року | м. Сєвєродонецьк |
| Радіонов Володимир Олександрович   | 7 листопада 1988, м. Луганськ                    | «Азов»                                                             | Солдат                            | 14 лютого 2015    | с. Широкине          | Загинув у боях з російськими збройними формуванням в районі між містом Маріуполь і Новоазовськом під час відбиття атаки на село Широкине | смт Приколотне |
| Редькин Віктор Миколайович         | 11 січня 1977, м. Хрустальний                    | 50-й полк Національна гвардія                                      | Лейтенант (посмертно)             | 1 листопада 2014  | с. Кримське          | Загинув зранку під час обстрілу бойовиками села Кримське з РСЗВ БМ-21 «Град». Перебував у розвалинах будинку, коли в нього влучила ракета. | м. Чернівці, центральне кладовище, Алея Слави |
| Ременюк Андрій Олегович            | 16 вересня 1986, смт Вергулівка                  | 81 ОАеМБр 90 ОАеМБ                                                 | Солдат                            | 8 грудня 2014     | с. Піски             | Загинув удень під час обстрілу російськими бойовиками селища Піски під Донецьком | м. Слов'янськ |
| Решетняк Геннадій Анатолійович     | 27 червня 1964, м. Луганськ                      | 54 ОМБр                                                            | Молодший сержант                  | 28 лютого 2017    | смт Луганське        | Загинув унаслідок обстрілу з РПГ на передовій позиції на «світлодарській дузі», поблизу смт Луганське | м. Харків |
| Решетняк Олександр Віталійович     | 7 листопада 1964, м. Луганськ                    | Батальйон патрульної служби міліції особливого призначення «Тимур» | Рядовий міліції                   | 15 червня 2014    | м. Луганськ          | У ніч на 10 червня 2014 р., перебуваючи вдома після операції на нозі, Олександр був захоплений озброєними людьми, які відрекомендувалися «бійцями Армії Південного Сходу» (при цьому нападники також заволоділи двома автомобілями з його двору). Утримувався у захопленій сепаратистами будівлі Управління СБУ в Луганській області. 12 червня госпіталізований у реанімаційне відділення Луганської обласної лікарні з вогнепальним наскрізним пораненням тулуба та іншими тяжкими травмами, все його тіло було вкрите синцями від жорстокого побиття. 15 червня Олександр помер. | м. Луганськ |
| Рибальченко Олександр Миколайович  | 11 січня 1994, с. Коржове                        | 93 ОМБр                                                            | Молодший сержант                  | 1 лютого 2018     | с. Богданівка        | Загинув 1 лютого 2018 р. внаслідок підриву на осколковій загороджувальній міні під час розмінування місцевості поблизу с. Богданівка | с. Коржове |
| Риков Олександр В'ячеславович      | 16 березня 1977, м. Рубіжне                      | 28 ОМБр                                                            | Солдат                            | 1 січня 2016      | сел. Козачий         | Помер 1 січня 2016 р. в районі сел. Козачий, Станично-Луганський район, Луганська область | м. Рубіжне |
| Салахутдінова Олена Миколаївна     | 17 жовтня 1985, м. Ровеньки                      | «Запоріжжя» 56 ОМПБр                                               | Старший солдат                    | 19 грудня 2020    | с. Донське           | Загинула внаслідок ДТП під час виконання службових обов'язків в районі с. Веселе, Волноваський район, Донецька область | м. Бердянськ |
| Світличний Олександр Григорійович  | 19 квітня 1982, с. Заїківка                      | ОК «Південь»                                                       | Майор (посмертно)                 | 29 серпня 2014    | с. Новокатеринівка   | Загинув 29 серпня 2014 р під час виходу з Іловайського котла т.зв. «Зеленим коридором» на дорозі в районі с. Новокатеринівка. Світличний О. Г. знаходився в машині УАЗ полковника Кифоренка Бориса Борисовича (загинув), разом з ним був також майор Гладков Андрій Валерійович (загинув) та водій, який залишився живим. Машина була обстріляна і зі слів очевидців – вибухнула. Капітан Світличний О. Г. загинув від множинних осколкових поранень голови та нижньої кінцівки. 2-го вересня тіло Світличного О. Г. разом з тілами 87 інших загиблих у т.зв. Іловайському котлі було привезено до запорізького моргу. Був упізнаний бойовими товаришами та родичами. | м. Ізмаїл |
| Сирих Павло Сергійович             | 21 березня 1986, м. Перевальск                   | 30 ОМБр                                                            | Солдат                            | 20 жовтня 2014    | —                    | Загинув 20 жовтня 2014 р. внаслідок нещасного випадку під час розвантаження ешелону з військовою технікою | с. Наталівка |
| Сирін Максим Миколайович           | 23 липня 1982, смт Станиця Луганська             | 93 ОМБр                                                            | Солдат                            | 21 березня 2019   | м. Авдіївка          | Загинув на позиціях ЗСУ під Авдіївкою від кульового поранення в голову, завданого ворожим снайпером (помер під час транспортування до лікарні) | смт Станиця Луганська |
| Сищенко Сергій Миколайович         | 8 грудня 1966, с. Романівка                      | «Донбас»                                                           | Сержант резерву                   | 31 серпня 2014    | с. Червоносільське   | 29-30 серпня 2014 р. перебував з рештками батальйону «Донбас» у с. Червоносільське. Відмовився здаватись у полон до росіян. З двома бійцями намагався самостійно вийти з оточення, але був захоплений до полону. 31 серпня 2014 р. усі троє перебували у місці, яке нагадувало в'язницю неподалік від Іловайска. Був забраний з камери сепаратистами та, як вони пізніше сказали — страчений — як місцевий «зрадник». Зі слів сепаратистів, перед розстрілом сам собі викопав могилу. Тіла його ніхто з товаришів не бачив, як і не чув звуків розстрілу. | Не похований |
| Скітченко Нікіта Олександрович     | 8 травня 2000, с. Великоцьк                      | 25 ОПДБр                                                           | Солдат                            | 21 липня 2019     | м. Щастя             | Загинув вранці під час повернення групи бійців на позиції зі спостережного посту в районі м. Щастя на Луганщині, підірвавшись на вибуховому пристрої | с. Великоцьк |
| Скочков Ігор Іванович              | 17 травня 1977, с. Благівка                      | 25 БрТрА                                                           | Капітан                           | 14 червня 2014    | Луганський аеропорт  | Загинув близько 1-ї години ночі в військово-транспортному літаку Іл-76 який був збитий терористами при заході на посадку в аеропорту Луганська | м. Мелітополь |
| Скубко Віталій Вікторович          | 25 листопада 1982, с. Євсуг                      | 24 ОМБр                                                            | Солдат                            | 19 березня 2015   | с. Оріхове           | Загинув 19 березня 2015 р. під час несення служби біля села Оріхове | с. Євсуг |
| Соловйов Юрій Вікторович           | 30 вересня 1979, м. Антрацит                     | «Донбас»                                                           | Солдат резерву                    | 29 серпня 2014    | с. Червоносільське   | Зник безвісти 29 серпня 2014 р. після розстрілу колони ЗСУ в с. Червоносільське під час виходу т.зв. «зеленим коридором» з Іловайського котла. Тіло не знайдене\неідентифіковане. У 2018 році рішенням суду визнаний таким, що загинув. | Не похований |
| Сороченко Олег Сергійович          | 24 жовтня 1993, м. Луганськ                      | Луганський ПрикЗ                                                   | с. Красна Талівка                 | 25 серпня 2014    | с. Красна Талівка    | Загинув у бою з диверсійно-розвідувальною групою, яка перетнула кордон з території Росії на ділянці «Красна Талівка» Луганської області | с. Калмиківка |
| Сперелуп Іван Вікторович           | 14 серпня 1996, смт Слов’яносербськ              | 24 ОМБр                                                            | Старший солдат                    | 6 травня 2018     | с. Новоселівка       | Загинув 6 травня 2018 року під час патрулювання позицій ЗСУ в районі с. Новоселівка на Горлівському напрямку, коли, потрапивши у ворожу засідку, його бойова машина підірвалась на керованому фугасі. | м. Ходорів |
| Стрекнєв Дмитро Володимирович      | 9 липня 1997, смт Нижня Дуванка                  | 54 ОМБр                                                            | Солдат                            | 6 квітня 2019     | м. Золоте            | Загинув за півгодини до опівночі 6 квітня 2019 р. від кульового поранення під час вогневого протистояння на позиції ЗСУ біля хутора Вільний в околицях м. Золоте на Луганщині | смт Нижня Дуванка |
| Стриженко Артем Олегович           | 28 жовтня 1993, м. Сватове                       | 95 ОАеМБр                                                          | Старший солдат                    | 21 липня 2014     | м. Лисичанськ        | Загинув під час виконання бойового завдання | м. Житомир |
| Татаренко Тарас Валерійович        | 29 березня 1981, смт Катеринівка                 | ГУ МВС України в м. Луганську                                      | Майор міліції                     | 20 липня 2014     | м. Луганськ          | Був застрелений бойовиками «ЛНР» 20 липня 2014 р. пострілами в голову з автоматичної зброї на тодішній вулиці Радянській міста Луганськ, в районі пам'ятника «Трудівник Луганська» | смт Катеринівка |
| Титаренко Олексій Георгійович      | 25 березня 1986, м. Рубіжне                      | 54 ОМБр                                                            | Солдат                            | 27 липня 2016     | смт Луганське        | Загинув 27 липня 2016 року, уражений ворожим снайпером з великокаліберної зброї поблизу селища Луганське в районі т.зв. «Світлодарської дуги», біля траси Дебальцеве—Бахмут (Донецька область) | с. Новокраснянка |
| Ткаченко Анатолій Олександрович    | 14 липня 1977, м. Антрацит                       | Управління СБУ в Луганській області                                | Майор                             | 6 грудня 2017     | м. Антрацит          | Загинув під час проведення оперативно-розшукових заходів у м. Антрацит, Луганська область. 6 грудня 2017 року рішенням районного суду міста Харкова майора Ткаченка оголошено померлим. | Не похований |
| Ткаченко Олег Анатолійович         | 27 лютого 1977, м. Довжанськ                     | Управління СБУ в Луганській області                                | Підполковник                      | 28 липня 2014     | Луганська область    | Загинув 28 липня 2014 р. внаслідок катувань, потрапивши у полон під час збирання оперативної інформації на тимчасово окупованій території Луганщини | м. Довжанськ |
| Ткаченко Олександр Іванович        | 9 червня 1978, с. Лизине                         | «Запоріжжя» 56 ОМПБр                                               | Солдат                            | 22 червня 2016    | с. Новоселівка       | Трагічно загинув 22 червня 2016 р. в районі с. Новоселівка, Волноваський район, Донецька область | с. Лизине |
| Ткачов Олександр Васильович        | 29 червня 1977, м. Луганськ                      | Управління СБУ в Луганській області                                | Старший лейтенант                 | 2 жовтня 2014     | м. Луганськ          | Загинув 2 жовтня 2014 р. внаслідок катувань, потрапивши у полон під час збирання оперативної інформації на тимчасово окупованій території Луганщини | м. Луганськ |
| Токаренко Ігор Олександрович       | 23 січня 1995, м. Брянка                         | 25 ОПДБр                                                           | Солдат                            | 14 червня 2014    | Луганський аеропорт  | Загинув близько першої години ночі в військово-транспортному літаку Іл-76 який був збитий терористами при заході на посадку в аеропорту Луганська | с. Вільне |
| Федорін Юрій Петрович              | 4 січня 1979, смт Дубівський, м. Антрацит        | 93 ОМБр                                                            | Молодший сержант                  | 28 червня 2017    | с. Кримське          | Загинув 28 червня 2017 року близько 20:00 під час виконання бойового завдання поблизу села Кримське. Розвідгрупа висунулася з метою перехоплення ворожих ДРГ, що намагались просунутись углиб позицій бригади. Російсько-терористичні формування спробували штурмувати українську розвідгрупу під прикриттям мінометів. У бою молодший сержант Федорін загинув від численних кульових поранень у груди, закрив собою товаришів. Тіло загиблого під обстрілами не змогли евакуювати, було прийнято рішення відходити і рятувати пораненого. У подальшому побратими не знайшли тіло на місці бою, воно потрапило до російських бойовиків, понад тиждень тривали перемовини щодо обміну. Обмін відбувся 7 липня у м. Щастя. | м. Кобеляки, Алеї Героїв міського кладовища |
| Федченко Володимир Миколайович     | 13 травня 1973, с. Нещеретове                    | 93 ОМБр                                                            | Молодший сержант                  | 27 лютого 2020    | смт Новотошківське   | Загинув удень 27 лютого 2020 року на позиції ЗСУ між населеними пунктами Новотошківське-Жолобок Попаснянського району на Луганщині від кулі ворожого снайпера під час надавання допомоги пораненому побратиму | с. Нещеретове |
| Фірсов Вячеслав Олександрович      | 4 липня 1971, смт Станиця Луганська              | Луганський ПрикЗ                                                   | Старший прапорщик                 | 25 серпня 2014    | с. Красна Талівка    | Загинув 25 серпня 2014 р. в бою з диверсійно-розвідувальною групою, яка перетнула кордон з території Росії на ділянці «Красна Талівка» Луганської області | смт Білолуцьк |
| Худолєй Олександр Сергійович       | 4 серпня 1979, м. Лисичанськ                     | 72 ОМБр                                                            | Молодший сержант                  | 3 серпня 2018     | м. Лисичанськ        | Загинув під час несення служби | с. Городище-Пустоварівське |
| Черноволов Володимир Олександрович | 20 квітня 1970, м. Лсичанськ                     | «Айдар»                                                            | Солдат                            | 23 серпня 2014    | смт Новосвітлівка    | Загинув у бою | Не розголошується рідними |
| Чернолоз Віталій Віталійович       | 5 грудня 1995, м. Попасна                        | 54 ОМБр                                                            | Солдат                            | 29 березня 2019   | м. Бахмут            | Загинув, виконуючи службовий обов'язок під час поїздки за маскувальними сітками та запчастинами в районі м. Бахмут, Донецька область | м. Попасна |
| Чорнобай Віктор Володимирович      | 20 липня 1983, м. Кремінна                       | 92 ОМБр                                                            | Солдат                            | 20 липня 2017     | м. Красногорівка     | Загинув близько 04:15 під час бойових дій на крайньому опорному пункті поблизу м. Красногорівка, відбиваючи напад ДРГ противника, що діяла під прикриттям масованого вогню зі сторони окупованої Старомихайлівки | м. Кремінна |
| Чуприна Андрій Іванович            | 1 вересня 1996, м. Кремінна                      | 503 ОБМП                                                           | Матрос                            | 3 травня 2017     | Донецька область     | Загинув унаслідок нещасного випадку під час несення служби | м. Кремінна |
| Шабрацький Дмитро Сергійович       | 5 жовтня 1987, м. Привілля                       | «Айдар»                                                            | Молодший сержант                  | 26 березня 2015   | м. Лисичанськ        | Трагічно загинув 26 березня 2015 р. в районі м. Лисичанськ, Луганська область | м. Привілля |
| Шелємін Дмитро Михайлович          | 21 лютого 1992, сел. Киселеве                    | 15 ОП НГУ                                                          | Сержант                           | 30 травня 2014    | м. Луганськ          | 28 травня 2014 р. під час озброєного штурму військової частини знаходився на вогневій позиції біля контрольно-пропускного пункту. Отримав осколкове поранення голови та грудей. 30 травня 2014 р. близько 3:00 в лікарні Луганська серце бійця зупинилося | сел. Киселеве |
| Шило Володимир Сергійович          | 7 лютого 1979, смт Марківка                      | Луганський ПрикЗ                                                   | Прапорщик                         | 10 серпня 2014    | біля с. Юганівка     | Загинув унаслідок обстрілу ТУ «Північ» | смт Марківка |
| Шингур Дмитро Васильович           | 21 липня 1981, смт Новопсков                     | 16 ОБрАА                                                           | Майор (посмертно)                 | 24 червня 2014    | c. Хрещатицьке       | Загинув 24 червня 2014 р. близько 17:15 під Слов'янськом в районі c. Хрещатицьке, Слов'янський район, Донецька область у збитому військовому гелікоптері Мі-8МТ («63 жовтий»), який повертався з блокпоста з фахівцями, що встановлювали апаратуру з метою організації моніторингу простору, фіксації фактів порушення перемир'я в зоні проведення АТО | с. Кінські Роздори |
| Ширков Сергій Іванович             | 22 липня 1976, м. Сєвєродонецьк                  | Управління СБУ в Сумській області                                  | Підполковник                      | 24 грудня 2017    | м. Сєвєродонецьк     | Помер під час виконання обов’язків військової служби | м. Суми, Петропавлівське кладовище, Алея Героїв |
| Шишак Валерій Казімірович          | 12 грудня 1960, с. Плахо-Петрівка                | 24 ОМБр                                                            | Молодший лейтенант                | 28 червня 2018    | смт Південне         | Загинув вранці 28 червня 2018 р. при відбитті атаки ворожої ДРГ на позиції ЗСУ поблизу нещодавно звільненого смт Південне (неподалік окупованої Горлівки): був смертельно поранений кулею ворожого снайпера під час спроби витягнути з зони обстрілу пораненого бійця Андрія Волоса, який, не отримавши медичної допомоги, також помер. | м. Сєвєродонецьк |
| Щербаков Владислав Вікторович      | 13 жовтня 1976, м. Лисичанськ                    | «Донбас»                                                           | Солдат                            | 31 грудня 2017    | —                    | Загинув 31 грудня 2017 р. під час несення служби в зоні проведення АТО | м. Біла Церква, кладовище «Сухий Яр», Алея Слави |
| Щербина Юрій Володимирович         | 16 липня 1974, м. Сорокине                       | 72 ОМБр                                                            | Старший сержант                   | 16 лютого 2017    | м. Авдіївка          | Загинув близько 15:00 внаслідок обстрілу РОП в районі м. Авдіївка | с. Крижик |
| Щербіна Андрій Вікторович          | 31 травня 1975, смт Дубівський, м. Антрацит      | «Донбас»                                                           | Прапорщик резерву                 | 29 серпня 2014    |                      | Ранком 29-го серпня 2014 р., виходив з т.зв. Іловайського котла «Зеленим коридором» на пожежній машині. Коли колона батальйону «Донбас» була обстріляна на дорозі поміж с. Многопілля та Червоносільське, пожежна машина повернула у напрямку с. Червоносільське. Андрій був на підніжці машини, де дістав вогнепальне поранення. Востаннє його бачили, коли він зіскокував з машини. Ще за кілька секунд по ній вистрілив російський танк, унаслідок чого загинули: «Ред», «Бані», «Тур», «Восьмий», «Бірюк» та «Ахім». Серед військовослужбовців батальйону не було сумнівів щодо загибелі Андрія, водночас попередня експертиза ДНК не показувала збігів. Восени 2017 р. було проведено повторну експертизу ДНК та звірку з базою даних, унаслідок чого виявлено деструкцію клітин ДНК у попередніх аналізах. За експертизою ДНК Андрія було опізнано серед досі неідентифікованих загиблих, доставлених з с. Червоносільське | м. Гайсин |
| Ямщиков Юрій Олександрович         | 17 травня 1991, м. Луганськ                      | 93 ОМБр                                                            | Солдат                            | 30 жовтня 2015    | с. Піски             | Тяжко поранений в шию осколками під час обстрілу з АГС та стрілецької зброї у Пісках 29 жовтня 2015 року. Помер під час евакуації | м. Павлоград |